# Euromilhões

Mapa com os países participantes. A azul os países originais, a vermelho os que se juntaram depois.

O Euromilhões é uma lotaria jogada em alguns países europeus. Foi lançada no dia 7 de Fevereiro de 2004. O primeiro sorteio ocorreu em Paris, no dia 13 de Fevereiro de 2004. Inicialmente, os países que integravam esta lotaria eram o Reino Unido, França e Espanha, mas a partir do 8 de Outubro de 2004, o grupo alargou-se, com a inclusão da Áustria, Bélgica, Irlanda, Luxemburgo, Portugal e Suíça.
Em Portugal, a entidade detentora do Euromilhões é a Santa Casa da Misericórdia de Lisboa, que aproveita grande parte dos lucros obtidos com a venda das suas lotarias para caridade.
Até 10 de maio de 2011 os sorteios aconteciam todas as sextas-feiras em Paris. Nesse dia passou a haver também um sorteio às terças-feiras, passando a existir dois sorteios semanais, ambos às 20:45 TMG (21:45 CET). Foram também introduzidas alterações no número de estrelas, que passaram de nove (9) para doze (12) e a introdução de uma 13.ª categoria de prémio (com o acerto em apenas dois dos números sorteados).
Cada coluna do boletim de jogo custa 2,50 € na maioria dos países supracitados. No Reino Unido, o preço equivalente em libra esterlina é o mesmo arredondado, embora lá custe £2,50 desde que o Euromilhões começou. Na Suíça, em franco suíço, o preço é de CHF3,50. Os prémios, exceto o "Jackpot", tomam valores de acordo com a quantidade de participantes que cada país teve.

## Como Jogar
- Seleccionam-se cinco números, que podem tomar valores de 1 a 50, na tabela de jogo principal.
- Seleccionam-se duas estrelas, que podem tomar valores de 1 a 12, na tabela das estrelas.

Durante o sorteio, são extraídos cinco números de 1 a 50 e duas estrelas que podem assumir valores de 1 a 12 de duas máquinas que contêm bolas numeradas. O prémio atribuído a cada jogador é diferente consoante a combinação obtida de números/estrelas.
A probabilidade de acertar na chave do primeiro prémio no euromilhões é de 1 em 139 838 160. É equivalente a atirar perto de 27 moedas e sair tudo cara.

## Prémios
| Prémio | Números | Estrelas | Probabilidades   | % do montante para prémios | Prémio Estimado (Portugal) |
| ------ | ------- | -------- | ---------------- | -------------------------- | -------------------------- |
| 13º    | 2       | 0        | 1 em 22          | 16.6%                      | 4 €                        |
| 12º    | 2       | 1        | 1 em 49          | 10.3%                      | 6 €                        |
| 11º    | 1       | 2        | 1 em 188         | 3.3%                       | 7 €                        |
| 10º    | 3       | 0        | 1 em 314         | 2.7%                       | 9 €                        |
| 9º     | 3       | 1        | 1 em 706         | 1.4%                       | 11 €                       |
| 8º     | 2       | 2        | 1 em 985         | 1.3%                       | 14 €                       |
| 7º     | 4       | 0        | 1 em 13 811      | 0.3%                       | 39 €                       |
| 6º     | 3       | 2        | 1 em 14 125      | 0.4%                       | 57 €                       |
| 5º     | 4       | 1        | 1 em 31 075      | 0.3%                       | 120 €                      |
| 4º     | 4       | 2        | 1 em 621 503     | 0.2%                       | 1 299 €                    |
| 3º     | 5       | 0        | 1 em 3 107 515   | 0.6%                       | 20 851 €                   |
| 2º     | 5       | 1        | 1 em 6 991 908   | 2.6%                       | 200 738 €                  |
| 1º     | 5       | 2        | 1 em 139 838 160 | 60.0%                      | 17 000 000 € ou Jackpot    |

- É de salientar que este quadro representa apenas estimativas e não o verdadeiro valor do prémio, que depende da quantidade de jogadores que apostou e da quantidade de apostadores que ganharam em cada prémio.
- As probabilidades de ganhar um prémio, qualquer que ele seja, são de 1 em 13.
- Se ninguém acertar 5 números e 2 estrelas, o primeiro prémio acumula para o da semana seguinte, ficando este último a ser Jackpot. No entanto, se o valor do Jackpot atingir ou ultrapassar os 185 000 000 €, o Jackpot mantém-se a 185 000 000 € e o restante valor acumula para o prémio imediatamente a seguir (5 números e 1 estrela). Se o Jackpot de 185 000 000 € não for ganho por nenhum jogador, o valor do Jackpot é aumentado em 5 000 000 € a cada semana, até que o mesmo seja ganho, e o restante valor acumula para o prémio imediatamente a seguir.

## Superdraw (JackpotExtra)
| Data do Super sorteio   | Jackpot*      | Ganho no dia do Superdraw? | País vencedor   | Nº Vencedores | Nome do Vencedor            |
| 25 de Setembro de 2020  | € 130 Milhões | Sim                        | Espanha         | 1             | Anónimo                     |
| 07 de Julho 2020        | € 145 Milhões | Não                        | Espanha         | 1             | 15 pessoas de Mayorga       |
| 07 de Fevereiro 2020    | € 130 Milhões | Sim                        | Espanha         | 1             | Anónimo                     |
| 07 de Junho 2019        | € 138 Milhões | Não                        | Reino Unido     | 1             | Anónimo                     |
| 19 de Fevereiro 2019    | € 175 Milhões | Não                        | Irlanda         | 1             | Anónimo                     |
| 02 de Outubro 2018      | € 162 Milhões | Não                        | Suíça           | 1             | Anónimo                     |
| 24 de Abril 2018        | € 138 Milhões | Não                        | Reino Unido     | 1             | Anónimo                     |
| 06 de Outubro 2017      | € 190 Milhões | Não                        | Espanha         | 1             | Anónimo                     |
| 11 de Outubro 2016      | € 168 Milhões | Não                        | Bélgica         | 1             | Anónimo                     |
| 20 de Novembro 2015     | € 163 Milhões | Não                        | Portugal        | 1             | Anónimo                     |
| 05 de Junho 2015        | € 129 Milhões | Não                        | Reino Unido     | 1             | Anónimo                     |
| 06 de Março 2015        | € 100 Milhões | Sim                        | Portugal        | 1             | Anónimo                     |
| 03 de Outubro de 2014   | € 190 Milhões | Não                        | Portugal        | 1             | Anónimo                     |
| 06 de Junho 2014        | € 137 Milhões | Não                        | Espanha         | 1             | Anónimo                     |
| 07 de Março 2014        | € 130 Milhões | Não                        | Reino Unido     | 1             | Neil Trotter                |
| 15 de Novembro 2013     | € 100 Milhões | Sim                        | Espanha         | 1             | Anónimo                     |
| 07 de Junho 2013        | € 188 Milhões | Não                        | Bélgica/Irlanda | 2             | Anónimo                     |
| 22 de Março 2013        | € 132 Milhões | Não                        | França          | 1             | Anónimo                     |
| 28 de Setembro de 2012  | € 100 Milhões | Sim                        | Espanha         | 1             | Montserrat Mutgé            |
| 04 de Outubro 2011      | € 118 Milhões | Não                        | Reino Unido     | 1             | Angela e Dave Dawes         |
| 10 de Maio 2011         | € 121 Milhões | Não                        | Espanha         | 1             | Francisco Delgado Rodríguez |
| 01 de Outubro 2010      | € 130 Milhões | Não                        | Reino Unido     | 1             | Anónimo                     |
| 05 de Fevereiro 2010    | € 130 Milhões | Não                        | Espanha/R.U.    | 2             | Anónimo/Nigel Page          |
| 18 de Setembro 2009     | € 100 Milhões | Sim                        | França          | 1             | Anónimo                     |
| 06 de Março 2009        | € 100 Milhões | Sim                        | Áustria/França  | 2             | Anónimo                     |
| 09 de Fevereiro de 2007 | € 100 Milhões | Sim                        | Bélgica         | 1             | Anónimo                     |

*Valores aproximados
O Superdraw, também conhecido como JackpotExtra é um sorteio especial do Euromilhões. Normalmente, o jackpot mínimo é de 17 milhões de euros, revertendo para este valor cada vez que é ganho e acumulando bissemanalmente quando ninguém acerta em 5+2 números. Quando há SuperDraw (JackpotExtra) a organização do Euromilhões aumenta o valor do jackpot de um determinado sorteio para 130 milhões de euros. Caso ninguém ganhe o jackpot no dia do Superdraw, este continua a acumular nos sorteios seguintes até ser ganho ou atingir o tecto máximo de € 190 milhões de euros.
O critério da organização do Euromilhões no que respeita às datas em que se realizam os Superdraws não é conhecido. Desde 2007 houve pelo menos um Superdraw por ano. 
O valor dos jackpots gigantescos do SuperDraw é assegurado pelo fundo de  reserva que guarda 9% do valor de apostas semanal.

## Grandes Prémios Reclamados
| Posição | Data       | Ganho em Euros | País        |
| ------- | ---------- | -------------- | ----------- |
| 1       | 08/10/2019 | 190 000 000    | Reino Unido |
| 1       | 06/10/2017 | 190 000 000    | Espanha     |
| 1       | 24/10/2014 | 190 000 000    | Portugal    |
| 1       | 10/08/2012 | 190 000 000    | Reino Unido |
| 5       | 12/07/2011 | 185 000 000    | Reino Unido |
| 6       | 19/02/2019 | 175 475 380    | Irlanda     |
| 7       | 13/11/2012 | 169 837 010    | França      |
| 8       | 11/10/2016 | 168 085 323    | Bélgica     |
| 9       | 20/11/2015 | 163 553 041    | Portugal    |
| 10      | 02/10/2018 | 162 403 002    | Suíça       |
| 11      | 13/09/2011 | 162 256 622    | França      |
| 12      | 01/09/2020 | 157 170 843    | França      |
| 13      | 02/06/2017 | 153 873 716    | Bélgica     |
| 14      | 07/07/2020 | 144 542 315    | Espanha     |
| 15      | 24/04/2018 | 138 724 202    | Reino Unido |
| 16      | 11/06/2019 | 138 716 863    | Reino Unido |
| 17      | 13/06/2014 | 137 313 501    | Espanha     |
| 18      | 19/12/2017 | 135 346 147    | Suíça       |
| 19      | 29/03/2013 | 132 486 744    | França      |
| 20      | 25/09/2020 | 130 000 000    | Espanha     |
| 21      | 07/02/2020 | 130 000 000    | Espanha     |
| 22      | 08/10/2010 | 129 818 431    | Reino Unido |
| 23      | 01/01/2019 | 129 645 665    | Reino Unido |
| 24      | 14/03/2014 | 129 384 564    | Reino Unido |
| 25      | 12/06/2015 | 129 204 405    | Reino Unido |
| 26      | 08/05/2009 | 126 231 764    | Espanha     |
| 27      | 19/11/2019 | 122 766 852    | Reino Unido |
| 28      | 13/05/2011 | 121 019 633    | Espanha     |
| 29      | 07/10/2011 | 117 705 979    | Reino Unido |
| 30      | 29/07/2005 | 115 436 126    | Irlanda     |

No dia 29 de Julho de 2005, depois de o prémio acumular nove vezes seguidas, perfazendo o valor de 115 436 126 €, foi ganho por um boletim registado em Limerick, na Irlanda. A vencedora era Dolores McNamara, mãe de seis filhos, que reclamou o prémio a 4 de Agosto em Dublin.
A 3 de Fevereiro de 2006, depois de o primeiro prémio acumular 11 vezes, o valor do Jackpot de 183 573 077 € foi ganho por três apostadores, dois de França e um de Portugal, tornando-se num dos maiores prémios de lotaria da Europa. Cada um dos três premiados ganhou 61 191 025 €.
No dia 31 de Março de 2006, depois de o primeiro prémio acumular 6 vezes, o Jackpot do Euromilhões no valor de 75 753 123 € foi ganho por um apostador belga, o que representou o segundo maior prémio ganho na Bélgica.
No dia 9 de Fevereiro de 2007, o prémio comemorativo do 3º Aniversário do Euromilhões, no valor de 100 000 000 €, foi ganho por um apostador belga, tornando-se no maior prémio ganho na Bélgica.
No dia 12 de Julho de 2011, após várias semanas de Jackpot, um britânico ganhou o prémio de 185 000 000 € sendo o segundo maior prémio do Euromilhões de sempre.
No dia 10 de Agosto de 2012, após várias semanas de Jackpot, um casal britânico ganhou o prémio de 190 000 000 €, sendo o maior prémio do Euromilhões de sempre.
No dia 24 de Outubro de 2014, o prémio comemorativo do 10º Aniversário do Euromilhões e após várias semanas de Jackpot, um prémio de 190 000 000 € contemplou uma aposta feita em Portugal, no  Distrito de Castelo Branco em Portugal, tendo sido o último maior prémio Euromilhões a ser sorteado.

## Ver Também
- Santa Casa da Misericórdia
- Eurojackpot - uma lotaria similar na Alemanha, República Checa, Croácia, Dinamarca, Eslovénia, Espanha, Estónia, Finlândia, a Holanda, Hungria, Islândia, Itália, Letónia, Lituânia, Noruega e Suécia.